# 小倉南区
小倉南区（こくらみなみく）は、北九州市を構成する7区の行政区の一つである。

## 概要

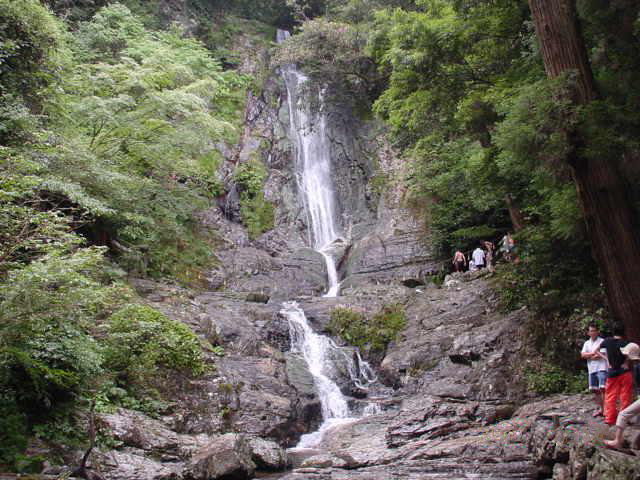
菅生の滝、小倉南区

北九州市の都市機能が集積する小倉北区とともにかつての小倉市に相当する。面積では市域の約35%を占め、市内の7つの区の中で最も面積が広い。北部の城野、下曽根周辺を中心に住宅地が広がるが、山間部も多く、朽網（くさみ）周辺には田畑も数多く残っている。全国的に有名な「合馬（おうま）のたけのこ」の生産地である合馬地区の竹林がある。平尾台は大規模なカルスト台地であり、北九州市内でも有数の観光地として知られる。また市内におけるベッドタウンとして発展してきたため住宅地やマンション等も多い。市の全人口の2割以上、八幡西区に次ぎ2番目に多い人口を抱え、北九州市の行政区の中でも人口が増加している区である。
2006年3月16日に北九州空港が周防灘沖に移転・規模拡張したため発展が期待されている。
北九州市の南東部に位置するため経済・生活面で行橋市・京都郡（みやこぐん）・築上郡・田川市・田川郡と深い関係を持ち、この方面からの通勤・通学者も多い他、区内から工業地帯である苅田町へ通勤する人も多い。

## 地理
北九州市の東部南端に位置し、東側から北側にかけては海岸沿いからの平地が続いており、日豊本線、国道10号および東九州自動車道が通り、海岸は埋立地となっているところもある。南西部は山地で、その間を日田彦山線および国道322号が南北に通る。また、北東部の平地から南西部の山地を貫くようにして九州自動車道が東西方向に延びている。
なお、当区沖合の周防灘の埋立地に位置する北九州空港は、北九州市の最東端地域であるが、地上からの唯一の連絡路である新北九州空港連絡道路を利用するには、隣接する苅田町を通過しなければならない。

## 歴史
ここでは現在の小倉南区の歴史について記す。他区の情報については北九州市、ならびに小倉市の欄も参照。
- 1889年（明治22年） - 町村制が施行され、企救郡（きくぐん）城野村（じょうのむら）、東紫村（ひがしむらさきむら）、西紫村（にしむらさきむら）、西谷村（にしたにむら）、中谷村（なかたにむら）、東谷村（ひがしたにむら）、曽根村（そねむら）、霧岳村、芝津村（しばつむら）、朽網村（くさみむら）が発足。
- 1907年（明治30年）6月1日 - 城野村と東紫村が合併して企救郡企救村（きくむら）が、曾根村、霧岳村、芝津村と朽網村が対等合併して新しい曾根村（そねむら）が、それぞれ発足。
- 1908年（明治31年）4月1日 - 西紫村を分割廃止。このうち蒲生と今村（現在の小倉北区今町）を企救村に編入。
- 1917年（明治40年）10月1日 - 企救村が町制施行し企救郡企救町（きくまち）が発足。
- 1934年（昭和9年）4月1日 - 曾根村が町制施行し企救郡曽根町（そねまち）が発足。
- 1937年（昭和12年）9月1日 - 企救郡企救町を小倉市に編入（これ以後、小倉市に編入された地域が概ね現在の小倉南区の範囲となる）。
- 1941年（昭和16年）4月1日 - 企救郡西谷村と中谷村を小倉市に編入。中谷村役場を西谷村役場に統合し、「小倉市役所両谷出張所」とする。
- 1942年（昭和17年）5月15日 - 企救郡曽根町を小倉市に編入。
- 1948年（昭和23年）9月10日 - 企救郡東谷村を小倉市に編入、企救郡消滅。
- 1963年（昭和38年）2月10日 - 『5市合併』で北九州市発足、小倉区発足。ただし、政令指定都市移行は4月1日だったため、それまで「小倉区」は町名・大字の一部（接頭句）の扱いであった。
- 1974年（昭和49年）4月1日 - 小倉区が小倉北区と小倉南区に分割される。その際、大字田代の一部が八幡東区に移された。

## 人口の変遷
- 1975年　 155,727
- 1980年　 181,740
- 1985年　 189,236
- 1990年　 193,444
- 1995年　 204,975
- 2000年　 213,372
- 2005年　 214,624
- 2010年　 214,793
- 2015年　 212,850

## 交通

### バス
一般路線バス
- 西鉄バス北九州
  - 中谷営業所（西部）
  - 弥生が丘営業所（東部）
- おでかけ交通 - 西鉄バス北九州が廃止された合馬・道原地区、平尾台地区、東谷地区で運行しており、地元住民による運営委員会が運営。また葛原地区でデマンド交通としてあいのりタクシーを運行（太陽交通による運行）

かつては西鉄バス筑豊が田川市から小倉北区まで快速便を運行していたが、後に本区まで短縮され普通便となり、2021年10月1日を以って廃止された。廃止された区間のうち本区内は同じ西鉄グループの西鉄バス北九州が東谷 - 徳力線を1年間の試行という形で運行しており、試行運行は1年を過ぎた2022年10月1日以降も続いていたが、2023年3月31日を以って同社としての運行を終了し、同年4月1日以降は先述のおでかけ交通としての運行となっている。
高速バス
- 西鉄高速バス - 福北高速「なかたに号」
- 西鉄バス北九州 - 北九州空港エアポートバス
  - エアポートバスは中谷経由便のみ

現在運休中
- 太陽交通 - 北九州空港連絡バス・ソラッピーを運行

### 空港
- 北九州空港（2006年3月16日移転開港）

### 鉄道
九州旅客鉄道（JR九州）
- 日豊本線

城野駅（JR） - 安部山公園駅 - 下曽根駅 - 朽網駅
- 日田彦山線

城野駅（JR） - 石田駅 - 志井公園駅 - 志井駅（JR） - 石原町駅 - 呼野駅
北九州高速鉄道
- モノレール小倉線

城野駅（モノレール） - 北方駅 - 競馬場前駅 - 守恒駅 - 徳力公団前駅 - 徳力嵐山口駅 - 志井駅（モノレール） - 企救丘駅（ - 本社・企救丘車両基地）

#### かつて存在した鉄道路線
西日本鉄道
- 北方線

魚町 - 北方（小倉南区）間（1980年〈昭和55年〉11月2日廃止）

### 道路

#### 高速道路

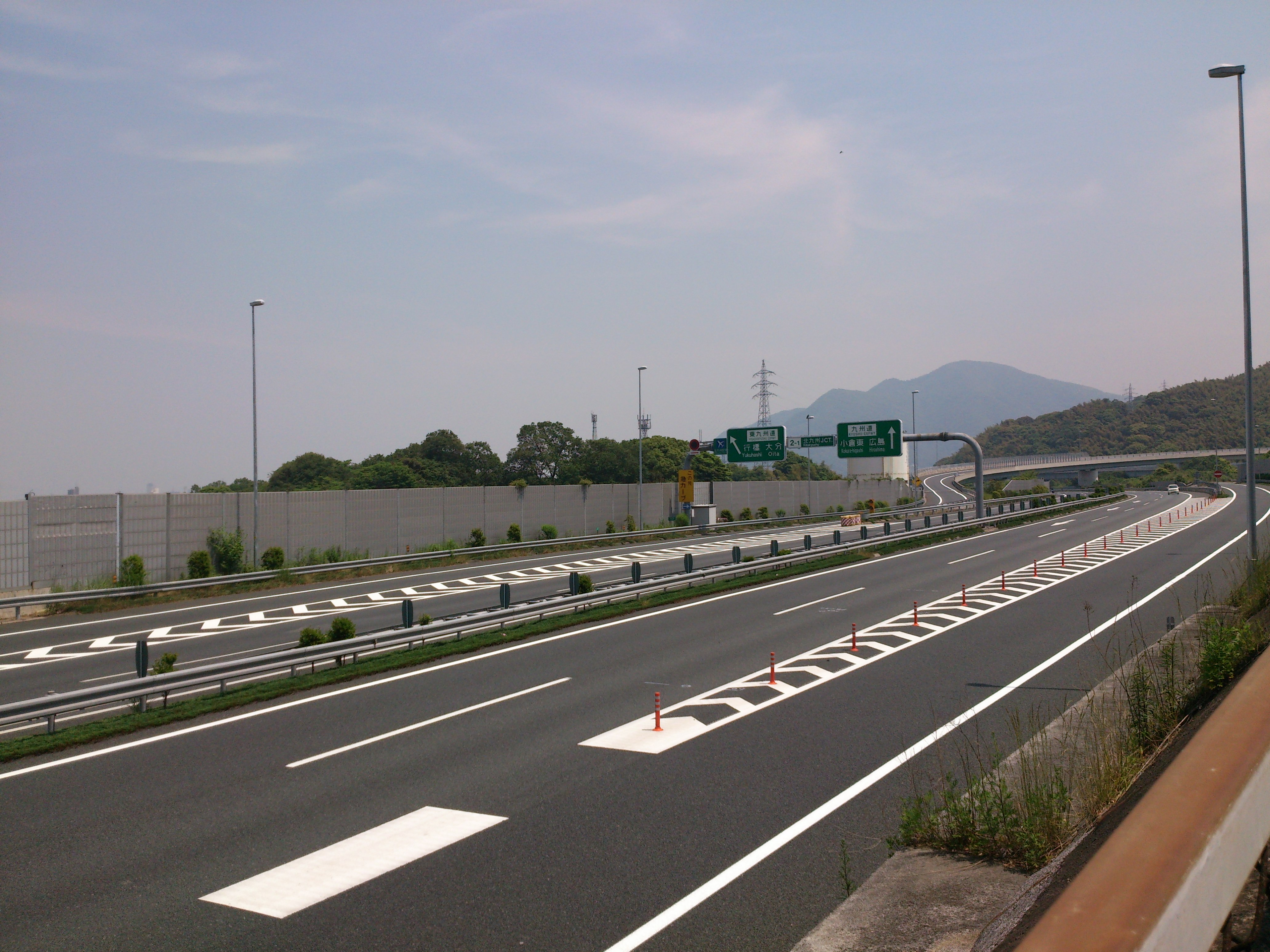
北九州JCT （九州道 - 東九州道）

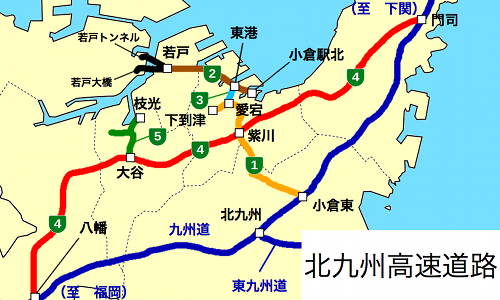
小倉南区周辺の高速道路網
（北九州高速道路の路線図より）

高規格幹線道路（高速自動車国道）
- E3 九州自動車道

葛原BS - (2)小倉東IC - (2-1)北九州JCT - (3)小倉南IC
- E10 東九州自動車道

(2-1)北九州JCT - (1)苅田北九州空港IC　※苅田北九州空港ICは京都郡苅田町との境界上に位置している。
地域高規格道路（都市高速道路）
- 北九州高速道路

1号線 : (101)長野出入口 - (2)小倉東IC - (102)横代出入口 - 横代料金所 - (103)若園出入口 - (104)北方出入口

#### 一般道路
地域高規格道路（一般）

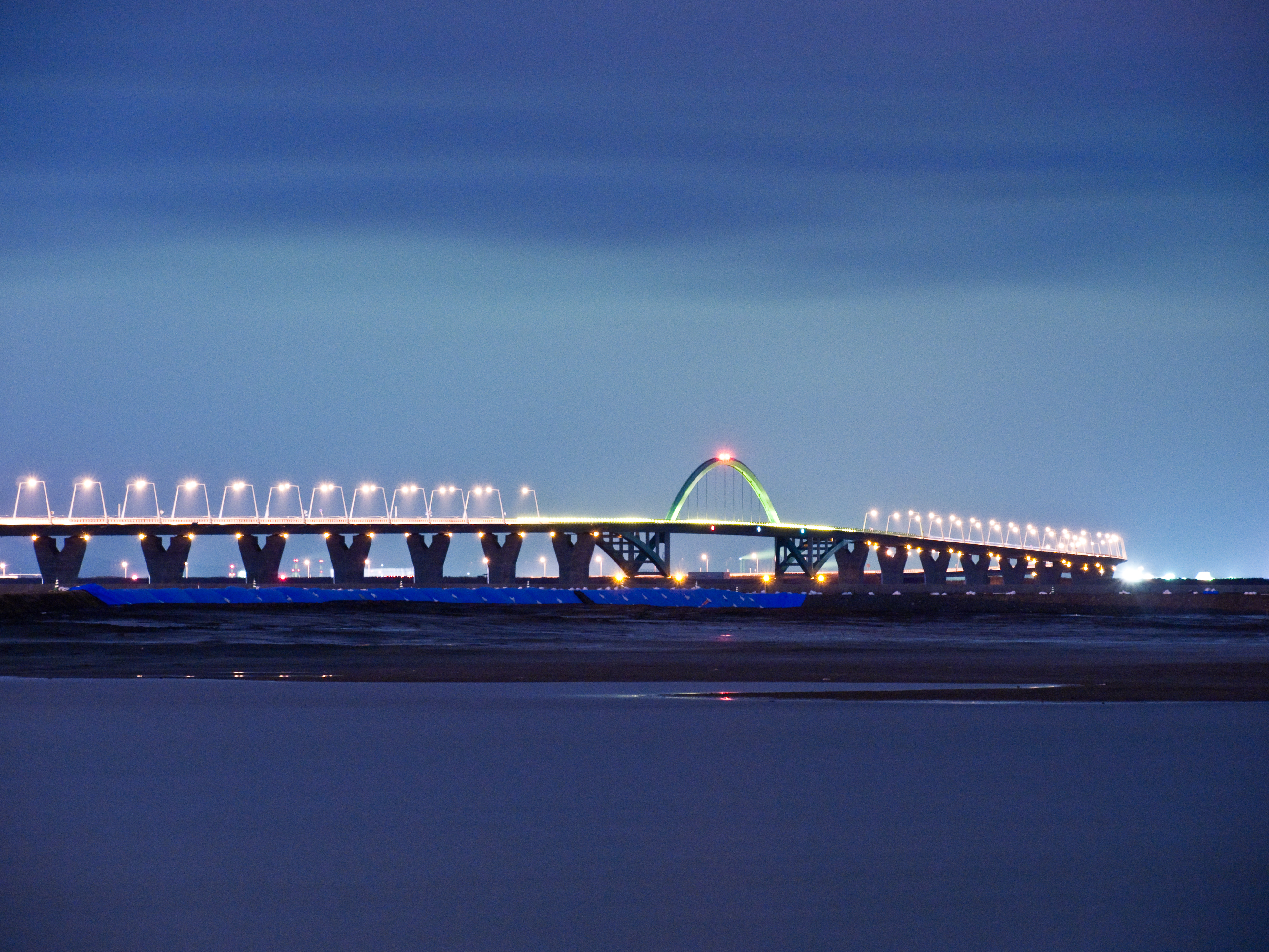
新北九州空港道路
（苅田町側の海上にある連絡橋部）

- 新北九州空港道路　※自動車専用道路に指定されていないため、歩行者・自転車・原付バイク等も通行可能である。

一般国道
- 国道10号
- 国道322号

主要地方道
- 北九州市主要地方道徳力葛原線
- 北九州市主要地方道恒見朽網線
- 福岡県道25号門司行橋線
- 福岡県道28号直方行橋線
- 福岡県道51号曽根鞘ヶ谷線
- 福岡県道61号小倉中間線
- 福岡県道63号長行田町線

## 地域

### 健康
少子高齢化の傾向が顕著な北九州市にあって、最も年少者人口比が高く、また最も高齢者比率が低いため、7区の中にあって最も平均年齢が若く、県、国の平均よりも若い。（数値はすべて2005年国勢調査統計に基づく）
- 平均年齢：42.2歳（市44.5歳 県42.9歳 国43.9歳）
  - 年少者人口比：15.2%（市13.3% 県13.9% 国13.6%）
  - 高齢者人口比：18.9%（市22.2% 県19.8% 国21.0%）

#### 主な医療機関
- 国立病院機構小倉医療センター
- 九州労災病院

### 教育

#### 大学
- 北九州市立大学本部・北方キャンパス

#### 短期大学
- 北九州女子短期大学（守恒地区にあったが、1974年に廃校となった）

#### 高等専門学校
- 北九州工業高等専門学校

#### 高等学校
- 福岡県立北九州高等学校
- 福岡県立小倉東高等学校
- 福岡県立小倉南高等学校
- 福岡県立小倉商業高等学校
- 常磐高等学校

#### 中学校
- 北九州市立企救中学校
- 北九州市立広徳中学校
- 北九州市立志徳中学校
- 北九州市立城南中学校
- 北九州市立菅生中学校

- 北九州市立曽根中学校
- 北九州市立田原中学校
- 北九州市立沼中学校
- 北九州市立東谷中学校
- 北九州市立南曽根中学校

- 北九州市立守恒中学校
- 北九州市立湯川中学校
- 北九州市立横代中学校
- 北九州市立吉田中学校
- 北九州子どもの村中学校※小中併設

#### 小学校
- 北九州市立北方小学校
- 北九州市立城野小学校
- 北九州市立徳力小学校
- 北九州市立志井小学校
- 北九州市立横代小学校
- 北九州市立葛原小学校
- 北九州市立吉田小学校
- 北九州市立曽根小学校
- 北九州市立貫小学校
- 北九州市立朽網小学校

- 北九州市立新道寺小学校
- 北九州市立平尾小学校
- 北九州市立市丸小学校
- 北九州市立長行小学校
- 北九州市立合馬小学校※
- 北九州市立すがお小学校[注 1]
- 北九州市立若園小学校
- 北九州市立広徳小学校
- 北九州市立企救丘小学校
- 北九州市立湯川小学校

- 北九州市立沼小学校
- 北九州市立守恒小学校
- 北九州市立曽根東小学校
- 北九州市立田原小学校
- 北九州市立高蔵小学校
- 北九州市立長尾小学校
- 北九州市立東朽網小学校
- 学校法人九州自然学園　北九州子どもの村小学校※小中併設[注 2]

※は、校区外から児童を受け入れているか、過去に受け入れていた「のびのびフレンドリースクール」制度実施校（2010年度は合馬小のみ実施）。

#### 図書館
- 企救こどもと母のとしょかん（2018年新設の小倉南図書館内に統合され廃止）
- そねっと（小倉南図書館開館までは中央図書館分館）

#### その他
- 九州職業能力開発大学校
- 北九州市立小倉総合特別支援学校
- 北九州市立小倉南特別支援学校
- 児童養護施設双葉学園

## 経済

### 小倉南区に本社を置く主な企業
- 北九州エアターミナル株式会社（空港ターミナルビル運営）
- 北九州高速鉄道（モノレール）
- 資さん（うどんチェーン店）
- スターフライヤー
- タカギ（散水器・浄水器等製造）
- つる平（製菓）
- ニシラク乳業（南日本酪農協同グループ会社）
- ハローデイ（スーパーマーケット）
- 七尾製菓（製菓）
- サンアクアTOTO（水栓金具等製造・販売）

### 小倉南区に事業拠点を置く主な企業
- 朝日プリンテック北九州工場（上葛原再開発地区。朝日新聞、日刊スポーツの印刷工場）
- TOTO小倉第二工場（朽網東）
- トヨタ自動車九州小倉工場（臨空産業団地）
- 毎日新聞九州センター北九州工場（臨空産業団地。毎日新聞、スポーツニッポンの印刷および産経新聞九州・山口特別版の委託印刷）
- プリントメディア西部北九州工場（臨空産業団地。読売新聞、スポーツ報知の印刷）
- 三菱マテリアル東谷鉱山

### 商業
- サンリブシティ小倉
- サニーサイドモール小倉
- サンリブもりつね
- マルショク新守恒

## 主な施設
- JRA小倉競馬場
- 陸上自衛隊小倉駐屯地
- 福岡県警察管下施設
  - 小倉南警察署（北九州市警察部管下）
  - 北九州自動車運転免許試験場（本部交通部管下）
- 国土交通省九州運輸局福岡運輸支局管下施設
  - 北九州自動車検査登録事務所
  - 北九州国道事務所
- 法務省福岡矯正管区管下施設
  - 北九州医療刑務所
  - 福岡少年鑑別所小倉少年鑑別支所、法務少年支援センターこくら

## 公園
- 文化記念公園
- 安部山公園
- 合馬竹林公園

## 史跡・文化財
神社
- 蒲生八幡神社（「小倉一の宮」と称される）

祭り
- 横代神楽：毎年10月8日、高倉八幡神社の秋季大祭に奉納される神楽。「豊前神楽」の一つとして国の重要無形民俗文化財に、「横代神楽」として県指定無形民俗文化財に指定されている。

古墳
- 荒神森古墳
- 上ん山古墳
- 茶毘志山古墳
- 御座古墳群
- 両岡様古墳群
- 丸山古墳
- 円光寺古墳

ほか、隠蓑には安徳天皇の陵墓と伝えられている場所がある。

## 通信・メディア

### 郵便
郵便局は、旧企救町や旧曽根町など都市部として開発された地域に偏在しており、旧中谷村には1局も存在しない。2017年10月2日付で集配業務大規模再編があり、曽根郵便局エリア（曽根出張所管内）以外は全域が北九州中央郵便局直轄となった。

#### 集配局
- 曽根郵便局（〒800-0299、曽根出張所管内）

#### 無集配局・区役所直轄管内
郵便番号は802-08xx、802-09xx（蒲生・徳力・守恒・南方、旧小倉西郵便局管轄）
- 小倉若園郵便局
- 小倉横代郵便局
- 小倉北方郵便局

- 小倉守恒郵便局
- 小倉守恒本町郵便局
- 徳力新町郵便局

- 小倉徳力郵便局
- 小倉志井郵便局

#### 無集配局・両谷並びに東谷出張所管内
郵便番号は803-01xx（東谷出張所管内、旧石原町郵便局管轄）、803-02xx（両谷出張所管内、旧西谷郵便局管轄）
- 西谷郵便局（旧集配局）
- 小倉徳吉郵便局

- 石原町郵便局（旧集配局。直接の移管先は西谷局）
- 市丸簡易郵便局

#### 無集配局・曽根郵便局管内
- 小倉吉田団地郵便局
- 小倉沼南郵便局
- 小倉沼郵便局

- 小倉下曽根郵便局
- 小倉田原郵便局
- 小倉貫郵便局

- 小倉葛原郵便局
- 湯川郵便局
- 朽網簡易郵便局

### 電話
以下に示す市外・市内局番は総務省の公開情報による。近年、通信自由化で従来のパターンが通用しなくなっている。
西日本電信電話
- 小倉南…(093)92x (x=1-4)、931、932、941、95x (x=1-3)（小倉北区の一部と共通）
- 徳力…(093)96x (x=1-7)
- 西谷石原…(093)45x (x=1-3)
- 曽根…(093)47x (x=1-7)

以下、エリア分類不明。小倉南区内にも、以下のパターンに該当する電話番号の一部が存在する。
- NTT西日本（ひかり電話） - (093)432、436、453、476、477、482、483
- NTTコミュニケーションズ…(093)330
- NTTドコモ…(093)395
- 九州通信ネットワーク…(093)98x (x=0-2)
- KDDI…(093)55x (x=3-8)、776、777
- ソフトバンク…(093)28x (x=0,4-9)、588、888、889
- ジェイコム北九州…(093)23x (x=1-6)
- UCOM…(093)600
- テクノロジーネットワークス…(093)230
- 楽天コミュニケーションズ…(093)238

なお参考までに、西日本電信電話における一般的な割り当てルールは以下の通り。
- 2xy…中間市・遠賀郡
- 3xy…門司区
- 5xy…小倉北区
- 7xy…若松区
- 8xy…戸畑区

携帯電話については、NTTドコモ、au by KDDI、SoftBankとも区内ほとんどの地域で利用可能となっているが、市境に接する山間部で繋がらない地域がある。世代交代が進められていることもあり、LTE（第3.9世代）以降のサービスのみについてエリア拡大のため基地局整備等が進められている。

### 新聞
小倉南区内に新聞社の通信部などは存在しない（小倉北区の拠点が直接取材）が、読売新聞と毎日新聞が北九州臨空産業団地に、朝日新聞がサンリブシティ小倉近くに、それぞれ印刷工場を構えており、北九州・遠賀・宗像・田川・直鞍・京築・大分・山口（朝日以外）・石見（毎日のみ）に向けた新聞を刷っている。

### 放送
テレビの電波直接受信については、皿倉山の八幡テレビ・FM放送所から出される電波を受けることを基本とするが、山陰に入り電波が届かない地域をカバーするために、吉田と呼野の2中継局が設けられている。
旧西紫村の蒲生や下南方地区では、鷲峯山が壁となって八幡放送所からの電波を直接受信することが難しく、古くから吉田・呼野両中継局からの電波を、やや遠距離受信という形で受けている。こうした状況から、2009年（平成21年）5月までに、両中継局でも地上デジタルテレビジョン放送の中継送信を開始した。
ラジオについてはFMは八幡送信所からの放送を、AMについては響放送所からの電波を、それぞれ受信する。但し、AMについては、送信所からの距離がやや離れていることもあり、高周波の2局が、季節や時間帯によっては他局からの混信障害を受ける。
テレビのチャンネルは以下の通り。チャンネル表記は「デジタル/アナログ」。
| ID | 放送局名        | 八幡放送所 | 吉田中継局 | 呼野中継局 |
| -- | --------------- | ---------- | ---------- | ---------- |
| 1  | KBC九州朝日放送 | 31/02      | 22/57      | 41/59      |
| 2  | NHK北九州教育   | 42/12      | 34/46      | 37/51      |
| 3  | NHK北九州総合   | 40/06      | 48/49      | 36/53      |
| 4  | RKB毎日放送     | 30/08      | 14/60      | 24/61      |
| 5  | FBS福岡放送     | 32/35      | 15/43      | 15/47      |
| 7  | TVQ九州放送     | 27/23      | 17/--      | 19/45      |
| 8  | TNCテレビ西日本 | 29/10      | 25/54      | 39/55      |

## 主な著名人
- 草刈正雄 - 俳優
- 紗綾 - アイドルタレント
- 内山文治 - ウチヤマホールディングス創業者・会長
- 竹林紀雄 - 映像作家、文教大学教授
- 原口あきまさ - ものまねタレント
- 井上虫歯二本 - お笑い芸人
- 平山相太 - サッカー選手（ベガルタ仙台所属）
- 松尾篤-サッカー選手(Ｖ・ファーレン長崎)
- 重光貴葵 - 元サッカー選手（ギラヴァンツ北九州）
- 下坂晃城 - サッカー選手（ブラウブリッツ秋田）
- 藤原隆充 - プロバスケットボール選手（滋賀レイクスターズ所属）
- 藤田哲也 - 気象学者
- 牧尾結衣 - テレビ西日本元アナウンサー
- 175Rメンバー…ISAKICK、KAZYA、YOSHIAKI
- 代々木忠 - AV監督、映画監督
- 今浪隆博 - 元プロ野球選手（東京ヤクルトスワローズ所属）
- 河野元貴 - プロ野球選手（読売ジャイアンツ所属）
- 小関翔太 - 元プロ野球選手（東北楽天ゴールデンイーグルス所属）
- 野中悠太郎 - 中央競馬騎手
- 田中華絵 - 陸上競技選手（長距離走・マラソン）
- Kakka - 音楽プロデューサー
- 來河侑希-俳優・プロデューサー